# Craig Chalmers
Craig Minto Chalmers (15 d'octubre de 1968) és un ex-jugador i entrenador de rugbi escocès. La seva vida esportiva, tant jugant com entrenant, la va passar principalment al Melrose RFC. Actualment és entrenador de defensa de l'Esher RFC.

## Biografia
Pel que fa a clubs, Chalmers va retirar-se el 2005, essent el capità i jugador-entrenador del Melrose RFC, equip amb el qual havia començat la seva carrera. Entremig, el jugador escocès va jugar amb els Worcester Warriors, els Harlequins i els Pertemps Bees.
Chalmers va representar la selecció escocesa i als British Lions a nivell internacional. Amb Escòcia va arribar a jugar 60 partits, la majoria com a mig d'obertura, però també com a centre i, en una ocasió, com a ala. Els seus punts forts eren el xut tàctic, la gestió del joci un tackler sòlid, fet que no era habitual en els migs d'obertura en l'època amater del rugbi.
La temporada 2012-13 va deixar el càrrec d'entrenador del Melrose, passant a dirigir el Chinnor RFC; tot i així, va dimitir abans del primer partit, adduint raons personals. Posteriorment va firmar per l'Esher Rugby com a entrenador de la defensa, l'agost de 2013.
La seva germana, Paula Chalmers, va jugar amb la selecció escocesa, aconseguint fins i tot disputar més partits que el seu germà.